# XXX (álbum de Raimundos)
XXX é o nono álbum de estúdio da banda de rock brasileira Raimundos, lançado em 21 de maio de 2025. Trata-se do primeiro de inéditas desde 2014 (quando lançaram seu antecessor, Cantigas de Roda através do financiamento coletivo), e o primeiro a contar com Jean Moura no baixo, função que assumiu após a morte de Canisso. O título é uma brincadeira de duplo sentido devido aos trinta anos da banda e também ao cunho pornográfico do triplo X que remete às temáticas líricas tradicionais da banda.

## Temática
O álbum promete um retorno da banda a um som mais pesado, tendo sido comparado com Lapadas do Povo pelo vocalista Digão. 

## Faixas
Todas as letras foram escrita  s por Digão e Vitor Mendes, exceto onde indicado.
| N.º            | Título                      | Duração |  |
| 1.             | "Os Calo"                   | 3:34    |  |
| 2.             | "Maria Bonita"              | 2:36    |  |
| 3.             | "Dia Bonito"                | 3:43    |  |
| 4.             | "Um Doce"                   | 3:16    |  |
| 5.             | "Nas Nuvens"                | 3:55    |  |
| 6.             | "Cuidado Com Esses Cara Aí" | 3:11    |  |
| 7.             | "Pela Saco"                 | 5:45    |  |
| 8.             | "Teu Passo"                 | 3:32    |  |
| 9.             | "Que Sorte"                 | 3:16    |  |
| Duração total: | Duração total:              | 32:43   |  |

## Créditos
Raimundos
- Digão — voz; guitarra
- Marquim — guitarra; vocais
- Caio Cunha — bateria
- Jean Moura — baixo; vocais

Produção
- Alexandre Russo — produtor, gravação, mixagem

Videoclipes
- Maria Bonita
- Os Calo
- Um Doce